# 芬肯巴赫-盖斯韦勒
芬肯巴赫-盖斯韦勒是德国莱茵兰-普法尔茨州的一个市镇。总面积7.73平方公里，总人口320人，其中男性164人，女性156人（2011年12月31日），人口密度41人/平方公里。